# 카이 비징거
카이 비징거(독일어: Kai Wiesinger, 1966년 4월 16일~)는 독일의 배우, 성우, 영화 프로듀서이다.

## 작품 목록

### 영화
- 럭키 루저 (2017년)
- 굿 투 버즈 (2016년)
- 더 글로리 이즈 곤 (2015년) - Tom  역
- 한나를 위한 소나타 (2011년) - 맥스 라이히 역
- 하니 베이비 (2003년)
- 칼리의 열번째 여름 (2003년)
- 오리엔트 특급 살인사건 (2001년)
- 에밀과 탐정들 (2001년) - 에밀의 아빠 쿤트 역
- 14 데이즈 (1997년)
- 코미디언 하모니스트 (1997년)
- 움직이는 남자 (1994년)
- 백비트 (1993년)